# Pasieki (województwo lubelskie)
Pasieki – wieś w Polsce, położona w województwie lubelskim, w powiecie tomaszowskim, w gminie Tomaszów Lubelski.
Do 1954 roku istniała gmina Pasieki. W latach 1975–1998 miejscowość położona była w województwie zamojskim.
Wieś jest sołectwem w gminie Tomaszów Lubelski. Według Narodowego Spisu Powszechnego z roku 2011 wieś liczyła 626 mieszkańców.
Wierni Kościoła rzymskokatolickiego należą do parafii pod wezwaniem św. Józefa w Tomaszowie Lubelskim.

## Części wsi
| SIMC    | Nazwa     | Rodzaj    |
| ------- | --------- | --------- |
| 0902346 | Cieplachy | część wsi |
| 0902352 | Sybir     | część wsi |

## Historia
Wieś została osadzona około 1605 roku na terenie dóbr Ordynacji Zamojskiej pozostając w niej na stałe. Nota Słownika geograficznego Królestwa Polskiego z roku 1888 podaje:

„Wieś ta leży wśród lasów i otrzymała swą nazwę od bartników i pasieczników, pierwotnych mieszkańców. Dziś zaledwie kilkudziesięciu ich się znajduje”.

Według spisu miast, wsi, osad Królestwa Polskiego z 1827 roku wieś liczyła 16 domów i 105 mieszkańców. Spis powszechny z roku 1921 wykazał 85 domów oraz 551 mieszkańców, w tym 188 Ukraińców.
W okresie międzywojennym (do roku 1954) Pasieki pełniły rolę siedziby gminy (w powiecie tomaszowskim), o obszarze 14 059 ha, gminę zamieszkiwało 8 123 osób.
W 2018 otwarto tu (przy siedzibie Nadleśnictwa Tomaszów) Leśne Arboretum 100-lecia Odzyskania Niepodległości.